# Giuseppe Noal
Giuseppe Noal (Cornuda, 2 settembre 1950) è un ex canottiere italiano.

## Biografia
Nato nel 1950 a Cornuda, in provincia di Treviso, era membro del Centro Remiero delle Forze Armate di Sabaudia.
A 21 anni ha partecipato ai Giochi olimpici di Monaco di Baviera 1972, nell'otto, insieme a Bulgarello, Carminati, Danielli, Galiazzo, Grasselli, Pigozzo, Rossi e al timoniere Gottifredi, arrivando quarto nei quarti di finale con il tempo di 6'21"80 dietro a Stati Uniti (poi argento), Germania Ovest e Austria (passavano il turno le prime tre), ma non superando poi il ripescaggio, quinto in 6'20"21 dietro ad Australia, Cecoslovacchia, Polonia e Francia (andavano in semifinale i primi tre equipaggi).